# Kolonia Radzanek
Kolonia Radzanek – nieoficjalna kolonia wsi Radzanek w Polsce, w województwie zachodniopomorskim, w powiecie goleniowskim, w  gminie Maszewo.
Miejscowość położona przy drodze wojewódzkiej nr 113 łączącej Goleniów z Maszewem.
W Kolonii Radzanek dominuje zabudowa o charakterze mieszkaniowym, jednorodzinnym. Istnieją tam również budynki usługowe oraz zagrody rolnicze. Początki osadnictwa sięgają lat 30. XX wieku.
Okoliczne miejscowości: Budzieszowce, Jarosławki, Maszewo, Radzanek, Wisławie